# Triaenodes detruncatus
Triaenodes detruncatus is een schietmot uit de familie Leptoceridae. De soort komt voor in het Palearctisch gebied.